# Bolostromus panamanus
Bolostromus panamanus is een spinnensoort uit de familie Cyrtaucheniidae. De soort komt voor in Panama.